# Ulna
L'ulna o cubito è un osso lungo dell'avambraccio di forma prismatica, situato medialmente, parallelo al radio in posizione anatomica.

## Articolazioni
L'ulna si articola con:
- l'òmero, nell'articolazione del gomito con un'articolazione ginglimo angolare
- il radio, vicino al gomito con un'articolazione ginglimo laterale, che permette al radio di sovrapporsi all'ulna durante la pronazione.

## Morfologia
L'ulna è più larga prossimalmente che distalmente. È divisibile in un corpo (diafisi) e due estremità (epifisi).
- Estremità prossimale dell'ulna: di grande densità e forza, forma una gran parte dell'articolazione del gomito. Si scompone in due processi ossei, chiamati olecrano e processo coronoideo. Tra questi si apre un'incisura, detta semilunare per la sua forma; questa andrà ad accogliere la troclea presente sull'epifisi distale dell'omero. Il processo più grande è l'olecrano, che nella posizione anatomica del cadavere si trova dorsalmente e viene accolto nella fossa olecranica dell'omero.
- Estremità inferiore (testa) dell'ulna: piccola e arrotondata. È rivestita quasi completamente da cartilagine ialina che crea la circonferenza articolare, necessaria per l'articolazione ulnare del radio. Dal lato mediale della testa origina un corto processo denominato processo stiloideo dell'ulna.
- La diafisi ulnare presenta tre margini (anteriore, posteriore e interosseo) e tre superfici (anteriore, posteriore e mediale). Nella faccia interossea si solleva la cresta omonima.
- "La lunga e stretta cavità midollare è racchiusa in un duro "muro" di tessuto compatto che è il più denso, lungo il limite interosseo e la superficie dorsale"
- Alle estremità il compatto strato si assottiglia.
- Lo strato compatto prosegue indietro e in alto dell'oleocrano come uno strato solido di tessuto spugnoso a lamelle parallele.
- Sotto al processo coronoideo vi è una piccola area di osso compatto che curvandosi fino alla fine dell'osso gli dona una forma grossolanamente semilunare.

## Fratture
- Frattura di Galeazzi
- Frattura di Monteggia
- Frattura di Pouteau-Colles